# Lee Kwang-jin
Lee Kwang-jin (kor. 이광진; * 6. Dezember 1970) ist ein ehemaliger Badmintonspieler aus Südkorea.

## Karriere
Lee Kwang-jin nahm an zwei Olympischen Spielen teil. Bei den Olympischen Sommerspielen 1992 in Barcelona war im Herreneinzel schon in Runde eins Endstation, wo er gegen Jens Olsson aus Schweden unterlag. Vier Jahre später, bei den Olympischen Sommerspielen 1996 in Atlanta, machte er es deutlich besser und wurde Fünfter. Eine weitere Teilnahme an Olympia hatte Lee Kwang-jin 1988, wo Badminton als Vorführungssportart im Programm war. Dort gewann er Silber im Herrendoppel mit Lee Sang-bok.
Mit dem südkoreanischen Team erkämpfte sich Lee den Sudirman Cup 1991. 1995 gewann er die Canada Open, ein Jahr später wurde er Dritter bei den Japan Open.